# Propietat distributiva

Il·lustració de la propietat distributiva dels enters positius.

En matemàtiques, es diu que un operador {\displaystyle \circ } té la propietat distributiva sobre un operador {\displaystyle \star }, o que {\displaystyle \circ } és distributiu respecte de {\displaystyle \star } en un conjunt E si per a tots x, y, z de E, es tenen les propietats següents :
{\displaystyle x\circ (y\star z)=(x\circ y)\star (x\circ z)} (distributiva a la dreta)
{\displaystyle (x\star y)\circ z=(x\circ z)\star (y\circ z)} (distributiva a l'esquerra)

## Definició
Sigui {\displaystyle A} un conjunt donat en què s'han definit dues operacions binàries ({\displaystyle \circ } ; {\displaystyle \star }). Llavors: 
- L'operació {\displaystyle \circ } és distributiva per l'esquerra respecte l'operació {\displaystyle \star } si es compleix que donats tres elements {\displaystyle a,b,c\in A} qualssevol, llavors

{\displaystyle a\circ (b\star c)=(a\circ b)\star (a\circ c)}
- L'operació {\displaystyle \circ } és distributiva per la dreta respecte l'operació {\displaystyle \star }  si es compleix que donats tres elements {\displaystyle a,b,c\in A} qualssevol, llavors

{\displaystyle (b\star c)\circ a=(b\circ a)\star (c\circ a)}
- L'operació {\displaystyle \circ } és distributiva respecte l'operació {\displaystyle \star } si és distributiva per la dreta i per l'esquerra,[5] és a dir,

Noti's que si l'operació {\displaystyle \circ } compleix la propietat commutativa, llavors les tres condicions són equivalents, i només cal que compleixi qualsevol d'elles per tal que les altres també es compleixin simultàniament.
Les lleis distributives es troben entre els axiomes per a anells (com l'anell d'enters) i cossos (com el dels nombres racionals). Aquí la multiplicacié és distributiva respecte la suma, però la suma no és distributiva respecte la multiplicació. Exemples d'estructures amb dues operacions que són cada una distributiva respecte de l'altra són les àlgebres booleanes com l'àlgebra de conjunts o l'àlgebra commutativa.
La multiplicació de sumes pot expressar-se de la següent manera: quan es multiplica una suma per una altra, es multiplica cada sumand d'una suma per cada sumand de l'altra suma (sense perdre de vista els signes) i llavors se sumen tots els productes resultants.

## Exemples

### Nombres reals
Per exemple, en el conjunt {\displaystyle \mathbb {R} } dels reals, la multiplicació és distributiva respecte de la suma (és un dels axiomes de l'estructura d'anell):
{\displaystyle \forall \,(x,y,z)\in \mathbb {R} ^{3},x\times (y+z)=(x\times y)+(x\times z)}
I igualment: {\displaystyle (y+z)\times x=(y\times x)+(z\times x)}
Del fet de passar del producte d'un nombre per la suma d'altres dos a la suma de dos productes se’n diu 'desenvolupar' l'expressió.
Si s'escriu la identitat en l'altre sentit, llavors se’n diu treure el factor comú:
{\displaystyle (a\times b)+(a\times c)=a\times (b+c)}
Aquí s'ha tret el factor comú a.
Primer exemple (numèric)
{\displaystyle 2\times (5+3)=2\times 5+2\times 3\ (=16)}
És a dir, per calcular {\displaystyle 2\cdot 8}, es pot multiplicar primer {\displaystyle 2\cdot 5} i {\displaystyle 2\cdot 3} i sumar els resultats intermedis. La multipicació realitzada escrivint també es basa en la llei distributiva.
Segon exemple (amb variables)
{\displaystyle 3a^{2}b\cdot (4a-5b)=3a^{2}b\cdot 4a-3a^{2}b\cdot 5b=12a^{3}b-15a^{2}b^{2}}
Tercer exemple (amb dues sumes)
{\displaystyle {\begin{aligned}(a+b)\cdot (a-b)&=a\cdot (a-b)+b\cdot (a-b)=a^{2}-ab+ba-b^{2}=a^{2}-b^{2}\\&=(a+b)\cdot a-(a+b)\cdot b=a^{2}+ba-ab-b^{2}=a^{2}-b^{2}\\\end{aligned}}}
En aquest cas, la propietat distributiva s'aplica dues vegaes, i no importa quin parèntesi es resolgui primer.
Quart exemple
En aquest cas, s'utilitza la propietat distributiva al revés respecte dels exemples anteriors. Sigui
{\displaystyle 12a^{3}b^{2}-30a^{4}bc+18a^{2}b^{3}c^{2}\,.}
Atès que el factor {\displaystyle 6a^{2}b} es troba en tots dos sumands, es pot extreure com a factor comú. Per la qual cosa, aplicant la propietat distributiva s'obté
{\displaystyle 12a^{3}b^{2}-30a^{4}bc+18a^{2}b^{3}c^{2}=6a^{2}b\left(2ab-5a^{2}c+3b^{2}c^{2}\right).}

### Matrius
La llei distributiva és vàlida per a la multiplicació de matrius. És a dir,
{\displaystyle (A+B)\cdot C=A\cdot C+B\cdot C}
per a totes les matrius {\displaystyle A,B} {\displaystyle l\times m} i per a una matriu {\displaystyle C,} {\displaystyle m\times n} així com també
{\displaystyle A\cdot (B+C)=A\cdot B+A\cdot C}
per a tota matriu {\displaystyle A} {\displaystyle l\times m} i matrius {\displaystyle B,C.} {\displaystyle m\times n}
Com que propietat commutativa no és vàlida per a la multiplicació de matrius, la segona llei no es deriva de la primera llei. En aquest cas, són dues lleis diferents.

### Nombres enters de Gauss
Entre els nombres complexos, un cas interessant és el dels enters gaussians, que s'escriuen en la forma z = n + mi on n i m són nombres enteres. S'utilitza la distributivitat de la multipliciació complexa per demostrar per exemple que (1 + i)2 = 1 + 2i + i2 = 2i, és a dir que 1 + i és l'arrel quadrada de 2i. De forma més general, es pot demostrar que el producte de dos enters gaussians és també un enter gaussià.

### Altres exemples
- La multiplicació de nombres ordinals, en canvi, és només distributiva per l'esquerra, no per la dretea.
- El producte vectorial és distributiu tant per la dreta com per l'esquerra respecte de la suma de vectors, tot i que no és commutativa.
- La unió de conjunta és distributiva respecte de la intersecció, i la intersecció és distributiva respecte de la unió.
- La disjunció ("or") és distributiva respecte de la conjunció lògica ("and"), i vice versa.
- Per als nombres reals (i per tot conjunt totalment ordenat), l'operació màxim és distributiu respecte de l'operació mínim, i vice versa:

{\displaystyle \max(a,\min(b,c))=\min(\max(a,b),\max(a,c))\quad {\text{ i}}\quad \min(a,\max(b,c))=\max(\min(a,b),\min(a,c)).}
- Per als enters, el màxim comú divisor és distributiu respecte del mínim comú múltiple, i vice versa:

{\displaystyle \gcd(a,\operatorname {lcm} (b,c))=\operatorname {lcm} (\gcd(a,b),\gcd(a,c))\quad {\text{ i }}\quad \operatorname {lcm} (a,\gcd(b,c))=\gcd(\operatorname {lcm} (a,b),\operatorname {lcm} (a,c)).}
- Per als nombres reals, la suma es distribueix respecte l'operadoció màxim, i també respecte l'operació mínim:

{\displaystyle a+\max(b,c)=\max(a+b,a+c)\quad {\text{ i }}\quad a+\min(b,c)=\min(a+b,a+c).}
- Per a la multiplicació binomial, la distribució se sol anomenar mètode FOIL[10] (First terms {\displaystyle ac,} Outer {\displaystyle ad,} Inner {\displaystyle bc,} and Last {\displaystyle bd}) such as: {\displaystyle (a+b)\cdot (c+d)=ac+ad+bc+bd.}
- En tots els semianells, inclosos els nombres complexos, els quaternions, els polinomis, i les matrius,  la multiplicació es distribueix respecte la suma: {\displaystyle u(v+w)=uv+uw,(u+v)w=uw+vw.}
- En tota àlgebres sobre un cos, inclosos els octonions i altres àlgebres no associatives, la multiplicació és distributiva respecte la suma.